# Palma (unidad)

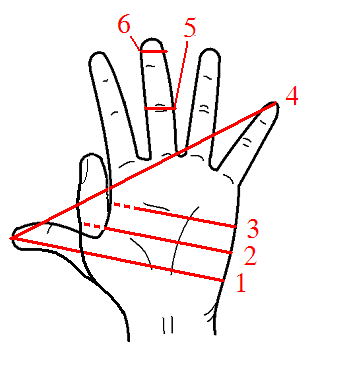
Un diagrama de varias unidades derivadas de la mano humana. La palma (3) era originalmente el ancho de la palma pero se estandarizó como el ancho algo más pequeño de cuatro dígitos (6). El relacionado pie manual (1) y la mano (2) eran el ancho de la palma más un pulgar abierto o cerrado. Las otras unidades son el palmo (4) y el dedo (5).

La palma es una obsoleta unidad antropométrica de longitud, originalmente basada en el ancho de la palma humana y luego estandarizada de diversas maneras. El mismo nombre también se usa para una segunda unidad, bastante más grande, basada en la longitud de la mano humana.
El ancho de la palma era una unidad tradicional en el Antiguo Egipto, Israel, Grecia y Roma y en la Inglaterra medieval, donde también se conocía como mano (hand), ancho de mano (handbreadth), o ancho de manos (handsbreadth). La única «palma» comúnmente discutida en el inglés moderno era la palma bíblica del antiguo Israel .
La longitud de la mano —originalmente la «palma mayor» romana—, formaba la palma de la Italia y Francia medievales.
La «palma» española (palmo) y portuguesa (palmo de craveira) era el palmo, la distancia entre un pulgar extendido y un 

## Historia

### Antiguo Egipto
| D48 |

| D48 |

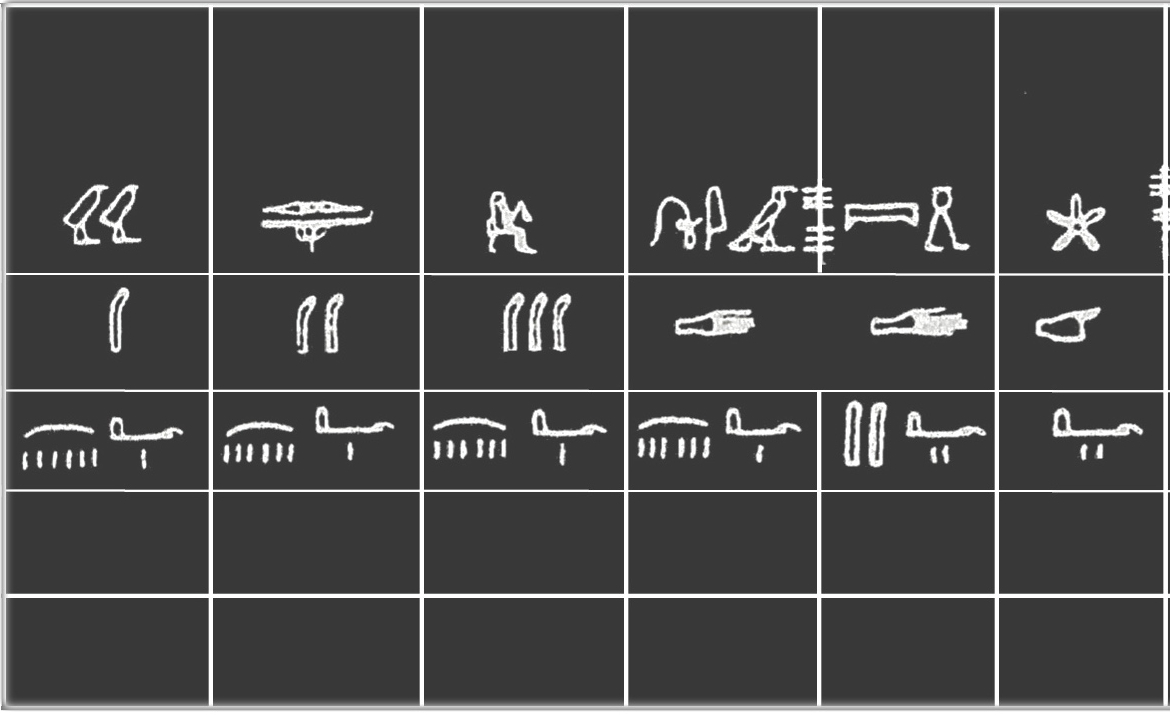
Detalle de la barra de codo en el Museo Egipcio de Turín, que muestra longitudes de dígitos, palmas, manos y puños

La palma egipcia antigua (en egipcio antiguo, shesep) ha sido reconstruida en unos 75 mm. La unidad está atestiguada desde el reinado de Djer, tercer faraón de la Primera Dinastía, y aparece en muchas varillas de codo supervivientes.
La palma se subdividió en cuatro dígitos (djeba) de aproximadamente 19 mm.
Tres palmas formaban el palmo (pedj) o el palmo menor (pedj-sheser) de aproximadamente 22,5 cm. Cuatro palmas formaban el pie (djeser) de unos 30 cm. Cinco formaban el  remen  de aproximadamente 37,5 cm. Seis formaban el «codo griego» (meh nedjes) de unos 45 cm. Siete formaron el «codo real» (meh niswt) de aproximadamente 52,5 cm. Ocho formaron el polo (nbiw) de unos 60 cm.

### Israel antiguo
La palma no era una unidad principal en la antigua Mesopotamia, pero apareció en el antiguo Israel como el tefah, tepah, o topah (en hebreo: טפח‎, lit, 'una extensión'). Los académicos no sabían si se calculaba con el codo egipcio o babilónico, pero ahora creen que se aproximaría al «codo griego» egipcio, lo que da un valor para la palma de aproximadamente 74 mm.
Al igual que en Egipto, la palma se dividió en cuatro  dígitos (etzba o etsba) de unos 18,5 mm y tres palmas formaban un palmo (zeret) de unos 22,1 cm. Seis formaban el codo hebreo (amah o ammah) de aproximadamente 44,3 cm, aunque los codos mencionados en Ezequiel siguen el codo real y consisten en siete palmas que comprenden aproximadamente 51,8 cm.

### Antigua Grecia
La palma griega antigua (en griego antiguo: παλαιστή, palaistḗ, δῶρον, dō̂ron, o δακτυλοδόχμη, daktylodókhmē)
 formaba ¼ del pie griego (poûs), que variaba según la región entre 27−35 cm. Esto da valores para la palma entre 6,7−8,8 cm, con la palma ática con alrededor de 7,4 cm.
Estas diversas palmas se dividieron en cuatro dígitos (dáktylos) o dos «falanges medias» (kóndylos). Dos palmas formaban medio pie (hēmipódion o dikhás); tres, un palmo (spithamḗ); cuatro, un pie (poûs); cinco, un codo corto (pygōn); y seis, un codo (pē̂khys).
Los griegos también tenían una menos común «palma mayor» de cinco dígitos.

### Antigua Roma
La palma romana (en latín: palmus) o palma menor (palmus minor) formaba ¼ del pie romano (pes), que variaba en la práctica entre 29,2−29,7 cm pero se cree que oficialmente era de 29,6 cm. Esto habría dado a la palma un valor teórico de 7,4 cm dentro de un rango de unos pocos milímetros.
La palma se dividía en cuatro dígitos (digitus) de aproximadamente 1,85 cm o tres pulgadas (uncia) de aproximadamente 2,47 cm. Tres hacían un palmo (palmus maior o «palma mayor») de aproximadamente 22,2 cm; cuatro, un pie romano; cinco, una mano y un pie (palmipes) de aproximadamente 37 cm; seis, un codo (cubitus) de aproximadamente 44,4 cm.

### Europa continental

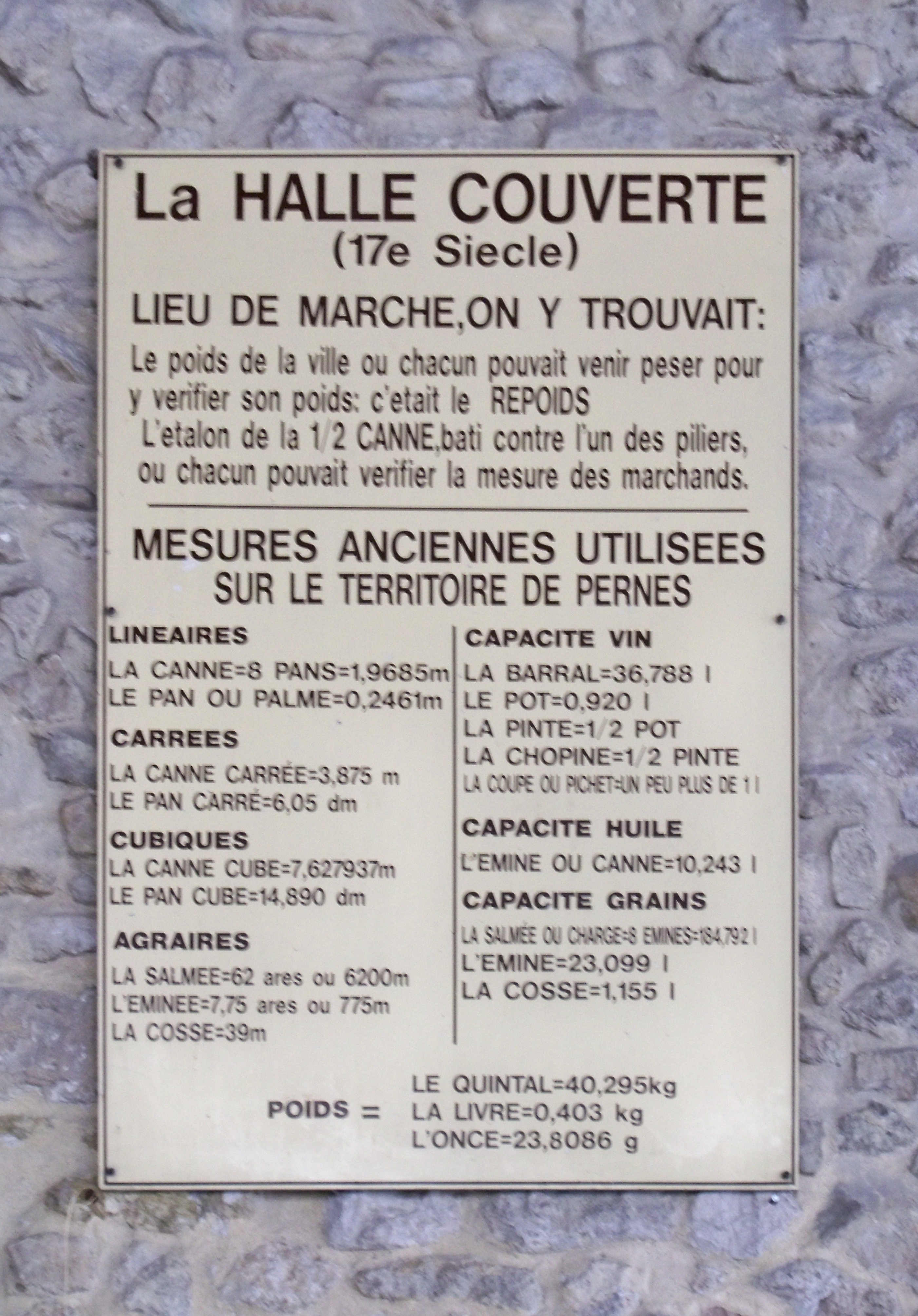
Letrero con los equivalentes métricos de las unidades en uso en el en el mercado cubierto de Pernes-les-Fontaines en Vaucluse

Las palmas medieval (en latín: palma) y de la Europa moderna primitiva —el palmo italiano , español y portugués palmo y la palma francesa (palme)— se basaron en la «palma mayor» romana, considerada como el palmo o la longitud de una mano.
En Italia, la palma (en italiano: palmo) variaba regionalmente. La palma genovesa tenía aproximadamente 24,76−24,85 cm; en los Estados Papales, la palma romana tenía aproximadamente 21,05 cm según Hutton pero dividida en la «palma de arquitecto» romana (palmo di architetti) de aproximadamente 22,32 cm y la «palma de mercader» (palmo del braccio di mercantia) de aproximadamente 21,21 cm según Greaves; y la palma napolitana informada de c20,31 cm por Riccioli, pero de 21,80 cm por otras fuentes de Hutton. En Sicilia y Malta , tenía 24,61 cm.
En Francia, la palma (en francés: palme o pan) 24,61 cm en Pernes-les-Fontaines, Vaucluse, y unos 24,76 cm en Languedoc.
Palaiseau dio equivalentes métricos para la palme o palmo in 1816, y Rose proporcionó los equivalentes ingleses en 1900:
| Ciudad                                                       | Lineas | Equivalente en mm | Pulgadas |
| ------------------------------------------------------------ | ------ | ----------------- | -------- |
| Florencia (para seda, Palaiseau p.146)                       | 131.63 | [297]             |          |
| Florencia (para lana, Palaiseau p.146)                       | 128.38 | 289.6             |          |
| Génova (medida de tela, Palaiseau p.148)                     | 106.9  | 241.1             |          |
| Génova (medida lineal, Palaiseau p. 91)                      | 107.43 | 242.3             |          |
| Génova (Rose)                                                |        | 247               | 9.72     |
| Livorno (para seda, Palaiseau p.157)                         | 128.41 | 289.7             |          |
| Livorno (para lana, Palaiseau p.157)                         | 130.08 | 293.4             |          |
| Malta (medida de tela, Palaiseau p.160)                      | 114.49 | 258.3             |          |
| Malta (medida lineal, Palaiseau p.98)                        | 115.28 | 260.0             |          |
| Nápoles (Rose)                                               |        | 263.6             | 10.38    |
| Palermo (medida de tela, Palaiseau p.168)                    | 107.16 | 241.7             | 9.53     |
| Portugal (Palaiseau p.109)                                   | 96.36  | 217.4             | 8.64     |
| Roma (medida de tela, Palaiseau p.173)                       | 109.52 | 247.1             |          |
| Roma (medida lineal, Palaiseau p.111)                        | 99     | [223]             |          |
| Cerdeña (Rose)                                               |        | 248               | 9.78     |
| España (Rose)                                                |        | 219               | 8.64     |
| Equivalentes métricos de Palaiseau redondeados aquí a 0,1 mm |        |                   |          |

### Inglaterra

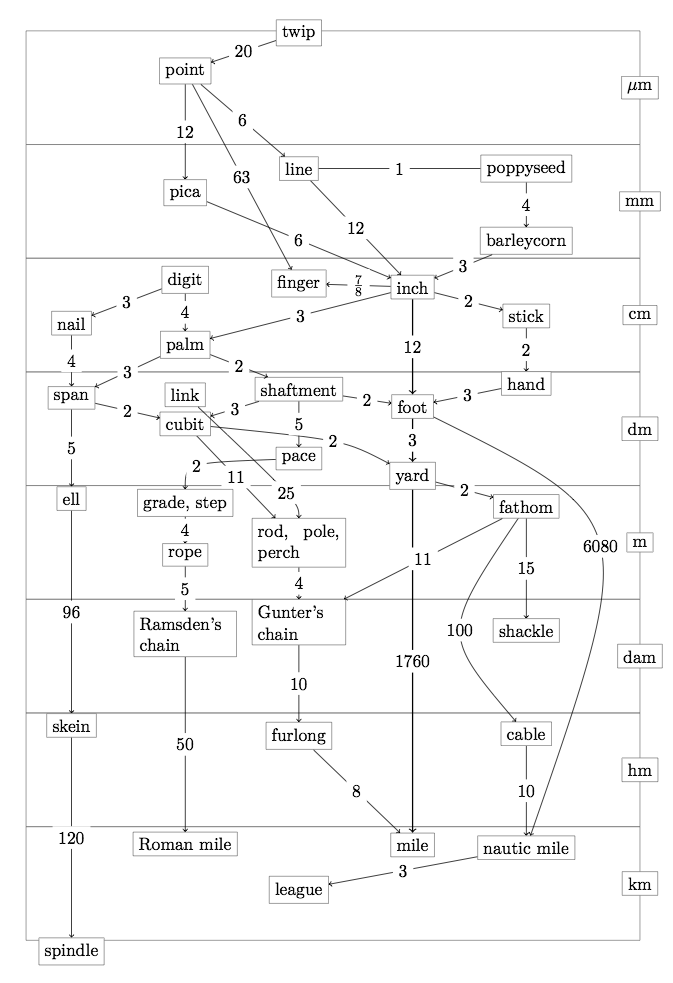
Unidades de longitud inglesas

La palma (palm) inglesa, el ancho de mano (handbreadth) o el ancho de manos (handsbreadth) son tres pulgadas
 (7.62 cm) o, equivalentemente, cuatro dígitos.
La medida, sin embargo, no siempre se distinguía bien de la mano (hand) o el puño (handful), que se hizo igual a cuatro pulgadas por un estatuto de 1541 de Enrique VIII. La palma fue excluida de la Ley Británica de Pesos y Medidas de 1824 que estableció el sistema imperial y no es una unidad estándar de los Estados Unidos.

### En otros lugares
La palma marroquí está dada por Hutton como unos 18,20 cm.